# Macintosh IIsi
A Macintosh IIsi asztali számítógépet az Apple gyártotta és forgalmazta 1990. október 15. és 1993 március 15. között 29 hónapon keresztül. A Macintosh IIsi a Macintosh II számítógép-családba tartozott.
A Macintosh IIsi asztali számítógépet az Apple gyártotta és forgalmazta 1990 októbere és 1993 márciusa között 29 hónapon keresztül.

## Története
A közkedvelt IIci a Macintosh IIcx gyorsabb változata volt. Ez volt az első Macintosh, amelybe színes videoáramkör került. Az alapgép bevezető ára 6700 dollár volt, a legkedveltebb összeállítás – 4 MB RAM, 80 MB merevlemez, 3,5 hüvelykes 1,4 MB SuperDrive –  8700 dollárba került.

## Technikai leírás
A bézs színű gép súlya 4,5 kg, magassága 101 mm, szélessége 315 mm és mélysége 378 mm volt. A IIsi számítógépet egymagos 20 MHz-es Motorola 68030 processzor vezérelte (L1 cache: 0,5kB), a rendszerbusz 20 MHz-en működött. A teljesítményt Motorola 68882 FPU co-processzor növelte. Az adatokat a 40MB belső merevlemezre lehetett elmenteni. Külső adattárolási lehetőséget az 1,44-es hajlékonylemez meghajtó (floppy-drive) kínált. A gépet System 6.0.6 operációs rendszerrel szállította az Apple. A gép bemutatásakor az alapkiépítésben 1MB (100ns) memóriát tartalmazott, maximálisan 65MB (100ns) kezelésére volt képes a gyári specifikáció szerint, a bővítéshez 4 hely (slot) állt rendelkezésre. A számítógépnek nem volt saját kijelzője. A külső kijelzőt 64kB videó-memória támogatta.Videójel kimenetet egy DB–15 csatlakozó biztosított. Csatlakozók: egy ADB, két soros port, egy DB-25 SCSI-hoz, egy DB-19 a hajlékonylemez meghajtónak, egy 3,5 mm-es jack audió bemenet, egy 3,5 mm-es jack audió kimenet. A gép bővíthetőségét szolgálta egy NuBus bővítőhely. Külső SCSI merevlemez csatlakoztatására is volt lehetőség.

## A számítógép adatai
A táblázat nem tartalmazza az összes műszaki paramétert. Az egyes modelleknél a bemutatáskor érvényes adatokat soroljuk fel, a későbbi frissítéseket nem. Az eszköz technikai paraméterei a MacTracker alkalmazásból származnak.
| Gép nevebemutatva kivezetve      | Méretmagasság szélesség mélység súlySzín | Processzorprocesszor órajel, mag L1 és L2 cache társprocesszor | Háttértármerevlemezkülső adathordozó | Eredeti operációs rendszer | Memóriaalap max. @sebességhely | Kijelzőmérete felbontása | Grafikakártyamemória kimenet | CsatlakozókEthernet, ADB, soros, SCSI, párhuzamos, FDD, kijelző, hang be/ki, belső mikrofon, hangszóró                  | Bővíthetőségkártyahelybelső öbölkülső csatlakozó |
| -------------------------------- | ---------------------------------------- | -------------------------------------------------------------- | ------------------------------------ | -------------------------- | ------------------------------ | ------------------------ | ---------------------------- | --- | ------------------------------------------------ |
| IIsi1990 okt. 15. 1993 márc. 15. | 101 mm 315 mm 378 mm 4,5 kg bézs         | Motorola 68030 @20 MHz és 1 mag L1 0,5kB, Motorola 68882 FPU   | 40MB HDD 1,44 floppy                 | System 6.0.6               | 1MB max: 65MB @100ns4 hely     | nincs kijelző            | 64kB 1 DB–15                 | * 1 ADB * 2 soros * 1 D–25 (SCSI) * 1 DB–19 külső FDD * 1 3,5 jack audió be * 1 3,5 jack audió ki * beépített hangszóró | * 1 NuBus* SCSI (külső)                          |

## Macintosh II számítógépek az időben
| A Macintosh II számítógépek idővonalon |
| --- |
| A színek kezdete a bemutató időpontja, a forgalmazás több esetben is hónapokkal később kezdődött. Megeshet, hogy egy csík végét kitakarja egy másik csík eleje. Előfordul, hogy a gyártás befejezését követően még egy ideig forgalomban marad a gép adott verziója. |